# Gopi

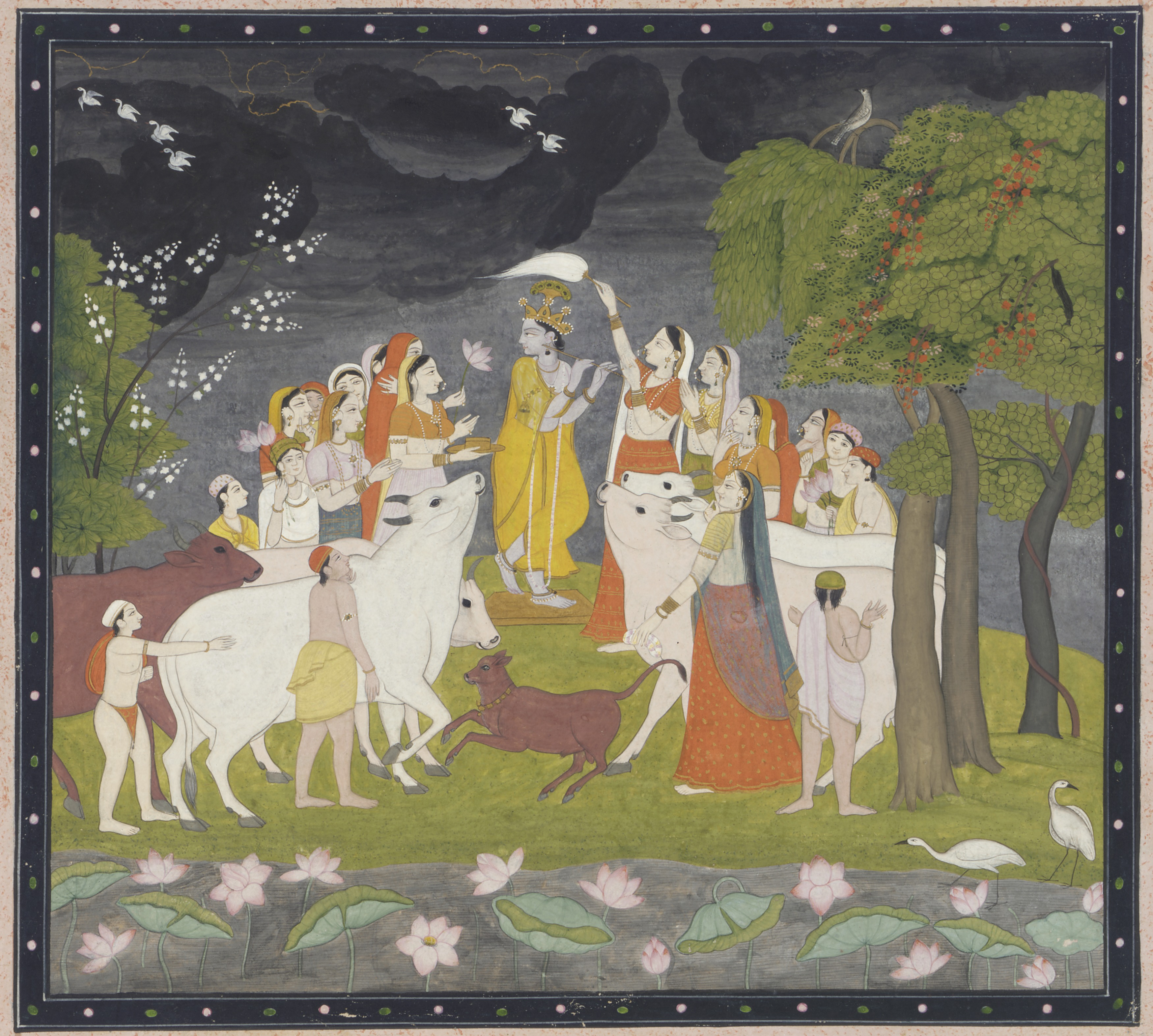
Krishna med Gopis

Gopis (sanskrit गोपी) är beteckning på vallflickorna som leker med den unge hinduiske guden Krishna.